# Лопатица (община Битоля)
 Тази статия е за битолското село.  За прилепското  вижте Лопатица (община Прилеп).  
Лопатица (на македонска литературна норма: Лопатица) е село в община Битоля на Северна Македония.

## География
Селото се намира на 655 m надморска височина, в областта Пелагония, на 16 km северно от Битоля.

## История
Според народната етимология името на селото първоначално било Попатица, тъй като било на път, което по-късно станало днешното Лопатица.
В XIX век Лопатица е изцяло българско село в Битолска кааза, Битолска нахия на Османската империя. Църквата „Рождество Богородично“ е от 1857 година. Според статистиката на Васил Кънчов („Македония. Етнография и статистика“) от 1900 година Лопатица има 260 жители, всички българи християни.
На Етнографската карта на Битолския вилает на Картографския институт в София от 1901 година Лопатица е чисто българско село в Битолската каза на Битолския санджак с 40 къщи.
Цялото население на селото е под върховенството на Българската екзархия. По данни на секретаря на екзархията Димитър Мишев („La Macédoine et sa Population Chrétienne“) в 1905 година в Лопатица има 200 българи екзархисти.
По време на българското управление на Вардарска Македония през Първата световна война Лопатица е част от Добрушевска община в Битолска селска околия и има 201 жители.
По време на българското управление във Вардарска Македония в годините на Втората световна война, Пандо Д. Даскалов от Смилево е български кмет на Лопатица от 17 март 1943 година до 9 септември 1944 година.
В 1961 година селото има 615 жители. Населението намалява вследствие на емиграция в Битоля, Скопие, Австралия, САЩ, Канада, Германия.
Според преброяването от 2002 година селото има 280 жители, всички северномакедонци.
| Националност     | Всичко |
| северномакедонци | 280    |
| албанци          | 0      |
| турци            | 0      |
| роми             | 0      |
| власи            | 0      |
| сърби            | 0      |
| бошняци          | 0      |
| други            | 0      |

В Лопатица работи основно училище до 4 отделение.

## Личност
Родени в Лопатица
- Коста Лозанов, сръбски просветен деец